# ريتشارد راندولف مكمان
ريتشارد راندولف مكمان (بالإنجليزية: Richard Randolph McMahon) هو محامي أمريكي، ولد في 30 يوليو 1852، وتوفي في 19 أبريل 1935.